# Rudolf Haas (Künstler)
Rudolf Haas (* 1937 in Wien) ist ein österreichischer Maler, Objektkünstler, Zeichner und Grafiker.

## Leben und Wirken
Haas ist als Künstler Autodidakt und gehört der Künstlergruppe Parz sowie der Künstlervereinigung MAERZ an. Er lebt als freischaffender Künstler seit Jahren in Genf und Paris.
Er präsentiert seine Werke seit 1976 im Rahmen von Einzel- und Gemeinschaftsausstellungen und bei Kunstmessen und hat sich mit seiner Ausstellungstätigkeit international Anerkennung verschafft. Seine Werke wurden durch Museen und öffentliche Sammlungen angekauft und im Jahr 2000 wurde die Foundation R & M Haas gegründet.